# Presidente do Senado do Canadá
O Presidente do Senado do Canadá, ou Orador (em inglês: Speaker of the Senate; em francês: Président du Sénat) é o oficial que preside o Senado Canadense. O trabalho do Presidente no Senado é presidir as sessões, debates, discussões e votações no Senado, ou Casa Superior. A posição é similar ao do Presidente da Casa dos Comuns do Canadá. O Orador do Senador, porém, não é eleita por outros senadores mas sim é escolhido pelo Governador Geral do Canadá, sob a indicação do primeiro-ministro do Canadá.